# Temple protestant de Médis
Le temple protestant de Médis est un édifice historique inauguré en 1861 et situé dans la commune de Médis en Charente-Maritime. La paroisse de Royan est membre de l'Église protestante unie de France. Un projet de restauration et aménagement vise transformer le temple en Maison d’histoire du protestantisme charentais.

## Historique
Le temple de Médis est construit sous l’impulsion du pasteur Carrière (1807-1867), après une décision du conseil municipal en mai 1856, dans le cadre du régime concordataire français. En 1858, les plans sont dressés en 1858 par M. Marion, architecte des Ponts et chaussées à Royan. Le temple est officiellement ouvert au culte le 7 mars 1861.
La paroisse est unie à celle de Saujon. La minorité religieuse de la région, importante depuis la Réforme protestante, est ravivée à la Belle Époque par le développement du tourisme balnéaire,.
Le temple, délabré, est aujourd'hui fermé. La communauté protestante n'a pas les moyens de le réhabiliter.
En 2025, est lancée une souscription par la Fondation du patrimoine pour restaurer le temple et en faire un musée d'art et d'histoire du protestantisme charentais, du pays royannais et de la presqu'île d'Arvert,,. Le protestantisme est un aspect important de la culture locale,,.

## Architecture
Bâti sur un plan simple, le temple est formé d'une nef de trois travées illuminée par douze vitraux. Sa façade, sobre, est animée par un oculus à rosace et un portail en plein cintre sur lequel est sculpté un bas-relief de Bible ouverte, symbole traditionnel des Églises réformées. La porte est encadrée par deux pilastres à chapiteaux corinthiens.

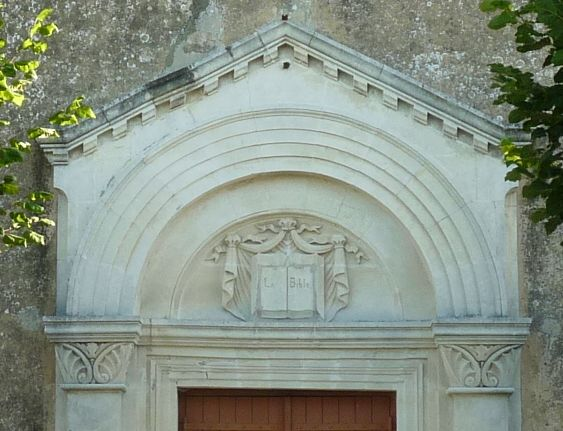
Tympan : sur les pages du livre est gravé « LA BIBLE ».
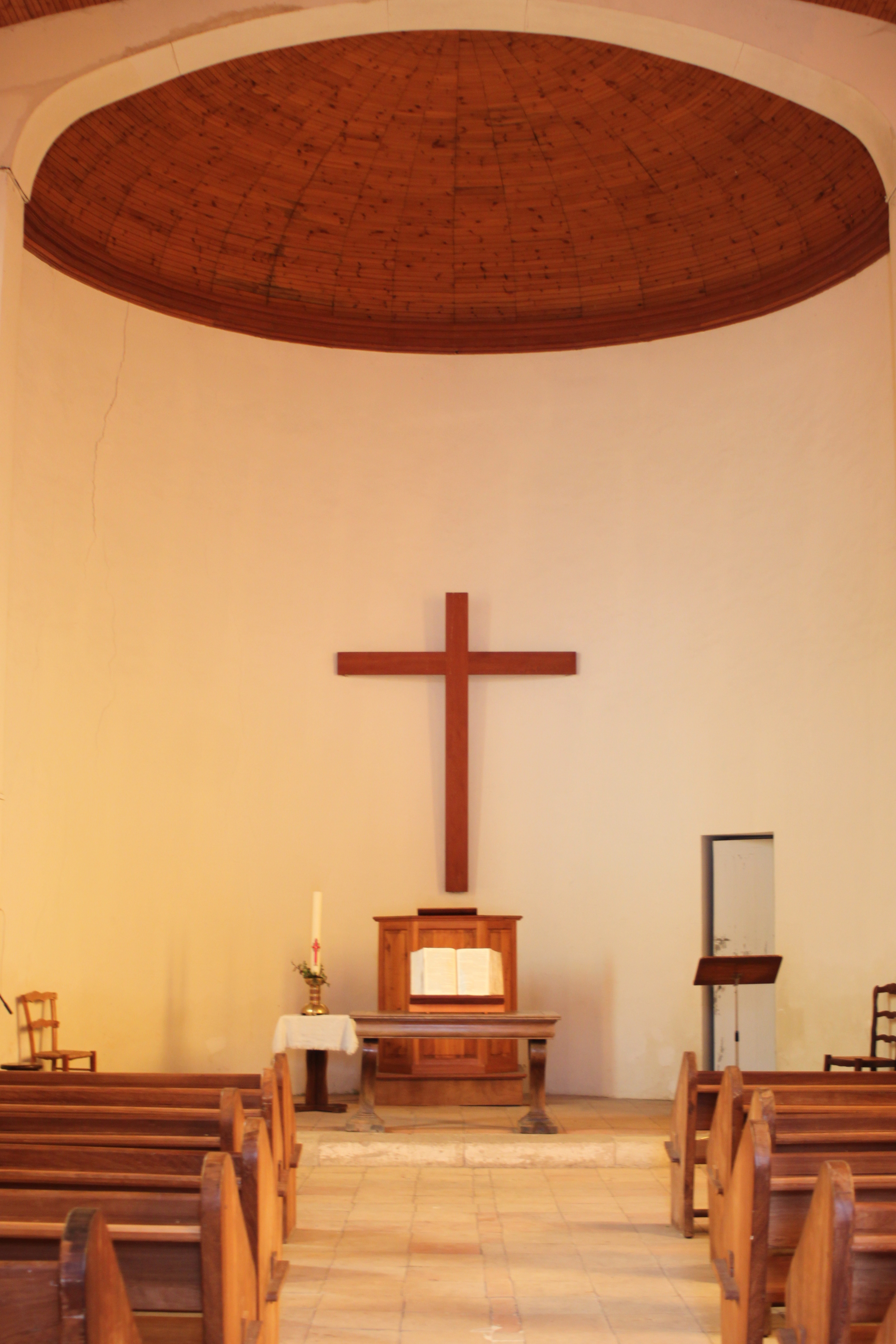
Abside en cul-de-four